# 비틀마니아
비틀마니아(Beatlemania)는 1960년대 영국의 록 밴드 비틀즈를 둘러싼 광신주의이다. 1963년간 영국에서 비틀즈의 인기는 상승가도를 달렸으며 이것은 대부분 〈Please Please Me〉, 〈From Me to You〉, 〈She Loves You〉 등 싱글 덕이었다. 그해 10월경 언론에서는 비틀즈의 콘서트에서 있었던 비틀즈 추종자들의 열광을 묘사하고자 '비틀마니아'라는 신조어를 만들어냈다. 1964년부터 비틀즈가 시작한 세계적 투어는 여성 팬들의 먼젓번의 것과 동일한 수준의 히스테리와 시끄러운 고함소리로 특징지어졌으며 이것은 콘서트와 비틀즈의 여행에서도 그대로였다. 논평가들은 이같은 비틀즈에의 열광이 종교에의 그것에 견줄 법하다고 했으며, 여성의 자위 판타지(masturbation fantasy)와도 연관되어 있다고 분석했다. 비틀즈를 신처럼 떠받드는 일부 팬들은 비틀즈가 초자연적인 치유적 힘을 가지고 있다고 믿기도 했다.
1964년 2월 비틀즈는 방미하여 《에드 설리번 쇼》에서 텔레비전 공연을 선보였으며 7,300만 명에 가까운 사람들이 이것을 시청하였다. 이 일을 계기로 비틀즈는 일약 세계적 스타덤을 이룩하게 되었으며, 전미 차트에서는 미증유한 수준의 차트 점령을 달성하기 이르렀다. 이 현상은 세계 각국에서도 동시다발적으로 이루어졌다. 1965년 8월 뉴욕의 셰이 스타디움에서 열린 비틀즈의 콘서트는 대형 야외 스타디움에서 콘서트를 열었다는 점에서 최초였으며, 또한 관중동원수와 수익 면에서도 새로운 기록을 수립했다. 비틀즈를 팬들로부터 보호하기 위하여 이들은 콘서트장으로 향하여 자주 장갑차를 타고 갔다. 그해 말 비틀즈는 텔레비전 프로그램에 개인적 출연을 이루기가 힘들게 되어 이를 회피하고자 자신들의 싱글의 홍보 차원에서 짧은 영화를 제작하기 시작하였다. 1965년 12월 앨범 《Rubber Soul》은 팬들과 비틀즈 사이의 역학에 중대한 변화가 일어났음을 보여주었다. 많은 비틀즈 팬들은 비틀즈의 외모, 가사, 사운드의 진전을 달갑게 받아들이고자 하였다.
1966년 존 레논은 비틀즈가 "예수보다도 유명해졌다"는 발언을 함으로써 논란을 일으킨다. 그 일이 있은 직후 있었던 비틀즈의 일본, 필리핀, 미국 투어에서 이들은 폭동, 폭력, 정치적 반발과 암살 위협에 시달리게 된다. 비틀마니아라는 자신들을 둘러싼 포위망과 팬들의 고함소리로 인하여 자신들의 연주소리가 묻히게 됨에 불만을 느낀 비틀즈는 투어를 중단하고 이후로 스튜디오에서만 활동하는 밴드로 전향해버린다. 비틀즈의 유명함과 영향력이 사회적·정치적 무대에도 손을 뻗치게 되면서 또한 비틀즈가 해산하고 멤버들이 각자 솔로 커리어를 시작하게 되면서부터 비틀마니아는 점차 사그라들기 시작했다.
비틀마니아는 팬의 숭배에 있어 그 강도와 범위의 면에서 전에 없는 수준이었다. 애시당초 비틀즈의 팬들은 이른바 '티니보퍼'라고 불리는 젊은 여성청년들이었으며 이들의 행동거지는 많은 논평가들의 비난을 샀다. 1965년경 이들 팬베이스에 평소 젊은이가 리드하는 대중문화를 경멸한 리스너가 편입되었으며, 이로 인하여 포크와 록의 숭배자들의 경계가 무너지기 시작했다. 1960년대 비틀마니아는 심리학과 사회학에서 해석의 대상이었다. 1997년 연구에서는 이 현상을 원시적 페미니스트 걸 파워의 초기 예시로 들기도 하였다. 나중의 대중음악 밴드들-특히나 보이 밴드들-이 비틀마니아 견주어지는 경우가 많이 있었지만 비틀즈 팬덤의 넓이와 깊이의 면에서나 그 문화적 영향력 면에서나 비틀마니아를 뛰어넘는 것은 아직 없다.